# 高地鑼文化區
高地鑼文化區 (越南语：Không gian văn hóa Cồng Chiêng Tây Nguyên)于2005年11月25日被联合国教育科学文化组织(UNESCO)認可為人类非物质文化遗产代表作名录裡之一項。
高地鑼文化區散佈在越南西原(Tây Nguyên)的省份如：崑嵩省、嘉萊省、多樂省、得農省及林同省等。

## 外部連結
- UNESCO認可之高原羅文化空間網頁